# A boa troca
A boa troca (em alemão: Der Gute Handel) ou O bom negócio é um conto engraçado compilado pelos Irmãos Grimm. É o conto número 7 (KHM 7). Apresenta um personagem judeu caricatural, podendo ser considerado um conto antissemita. Temos também o tema, recorrente nos contos folclóricos, do personagem estúpido mas que acaba se dando bem. Enquadra-se nos Tipos  1642 e 1610 do Sistema Aarne-Thompson-Uther de classificação de contos folclóricos. 
Dos 211 contos coletados e publicados pelos Irmãos Grimm na edição final de 1857, três possuem personagens judeus centrais: A boa troca, O judeu no meio dos espinhos e A luz do sol há de espantar a escuridão, com os dois primeiros sendo abertamente antissemitas, enquanto o terceiro é mais ambíguo na forma de retratar seu personagem judeu. Historiadores debatem se esses contos refletem os pontos de vista dos Irmãos Grimm ou a visão das pessoas comuns, cujas histórias eles registraram.

## História
Um camponês leva sua vaca ao mercado e a vende por sete táleres. Na volta para casa ouve os sapos num charco coaxando, "akt, akt, akt", que soa como acht (oito em alemão), discute com eles que foram sete, não oito, e num ato de insensatez acaba jogando as moedas no charco. 
De volta à casa, decide comprar outra vaca, matá-la e vender a carne para recuperar o dinheiro perdido. Envolve-se em discussão com um bando de cães, que levam a carne, e três dias depois com o açougueiro, dono dos cães, de quem exige o ressarcimento do valor da carne, sendo por ele enxotado..
Resolve buscar a justiça junto ao rei, cuja filha cai na gargalhada ao ouvir a história ridícula. O rei, feliz com a alegria da filha, oferece sua mão ao camponês, mas este recusa, por já ser casado. O rei, ofendido pelas palavras rudes do camponês, ordena que retorne dentro de 3 dias para receber 500, mas não especifica de que se trata. Desse montante, o camponês oferece 200 a um soldado e 300 a um judeu que tenta lhe passar a perna. No dia em que vão buscar suas recompensas, descobrem que se trata de chibatadas. O rei, admirado com a "astúcia" do camponês, oferece um prêmio em dinheiro, mas mesmo assim, lá fora, o camponês fala mal do rei. O judeu, ao ouvi-lo, denuncia suas palavras desrespeitosas. O judeu é convocado à presença do monarca, consegue se safar da acusação, recebe uma nova recompensa em moedas e observa que, desta vez, fez um bom negócio.